# Dia no Ace
Dia no Ace (japanisch ダイヤのA, Daiya no Ēsu, englisch Ace of Diamond) ist eine Mangareihe von Yūji Terajima, die zwischen 2006 und 2015 im Shōnen Magazine erschien. Im Jahr 2008 gewann Dia no Ace den Shōgakukan-Manga-Preis in der Shōnen-Kategorie und 2010 den Kodansha-Manga-Preis für den besten Shōnen-Manga.

## Handlung
Eijun Sawamura (沢村 栄純) hat an seiner Mittelschule eine Baseball-Mannschaft aufgebaut, da er voller Begeisterung für den Sport ist. Doch ist die Mannschaft nicht besonders gut, die meisten seiner Mitschüler spielen nur zum Spaß und ihm zuliebe mit. Eijun gelingt es, sie immer wieder zu motivieren, auch wenn sie in Spielen gegen andere Schulen keine Erfolge haben. Er träumt davon, sie zur Landesmeisterschaft zu führen. Da er sich das Spielen vor allem selbst beigebracht hat, sind seine Würfe sehr ungewöhnlich. Das bemerkt auch eine Talentsucherin, die ihn zur Seidō-Oberschule in Tokio holt, die für ihr Baseball-Team berühmt ist. Eijun zweifelt zunächst, weil er seine Freunde nicht zurücklassen kann. Doch mit ihrer Unterstützung will er schließlich der beste Spieler der Seidō werden.
Dort angekommen muss er jedoch erkennen, dass es neben ihm viele gute Spieler gibt und die älteren ihm weit voraus sind. Zudem macht er sich durch seine Unzuverlässigkeit und sein Temperament beim Trainer unbeliebt. Dennoch trainiert er hart und will sich nicht unterkriegen lassen. Der Trainer erkennt sein noch ungeschliffenes Talent bei einem Trainingsspiel der neuen Schüler gegen die erste Mannschaft und lässt ihn schließlich in die zweite Mannschaft. Beim gleichen Spiel zeigt Satoru Furuya (降谷 暁), ebenso unter den neuen Spielern, sein Können als Pitcher und kommt in die erste Mannschaft. Eijun ärgert das und es spornt ihn an. Als Satoru dann gemeinsam mit Kazuya Miyuki (御幸 一也) trainiert, einem Catcher den auch Eijun bewundert, er aber mit dem Catcher der zweiten Mannschaft Chris, ist Eijun frustriert. Doch auch wenn er erst Probleme mit dem verschlossenen Chris hat, kann er schließlich viel von dessen Erfahrung lernen. Eijun kann seine Wurftechnik deutlich verbessern und überzeugt im letzten Spiel der 2. Mannschaft, sodass er gemeinsam mit dem befreundeten, ebenfalls talentierten und engagierten Erstklässler Haruichi Kominato (小湊 春市) in die 1. Mannschaft aufgenommen wird.

## Veröffentlichungen
Dia no Ace erschien in Japan von 2006 (Ausgabe 24/2006) bis 2015 im Manga-Magazin Shōnen Magazine. Der Verlag Kōdansha brachte die Einzelkapitel auch in insgesamt 47 Sammelbänden heraus. Die Bände verkauften sich zuletzt in den ersten Wochen über 200.000 Mal.
Seit dem 19. August 2015 (Ausgabe 38/2015) läuft die Fortsetzung Dia no Ace: Act 2 (ダイヤのA act2) in bisher zwölf Bänden.

## Anime
Der Manga wurde 2013 von Madhouse und Production I.G als 75-teilige Anime-Fernsehserie umgesetzt, die seit April 2014 als Dia no Ace – Second Season fortgesetzt wird. Regie führt Mitsuyuki Masuhara und das Serienkonzept erarbeitete Kenji Konuta. Das Charakterdesign entwarf Minoru Ueda und die künstlerische Leitung lag bei Hideyuki Ueno. Die erste Staffel mit 75 Folgen wurde vom 6. Oktober 2013 bis zum 29. März 2015 bei TV Tokyo, TV Hokkaidō, TV Aichi, TV Ōsaka, TV Setouchi und TVQ Kyūshū gezeigt. Die zweite Staffel mit 51 Folgen folgte vom 6. April 2015 bis 28. März 2016. Am 17. November 2014 erschien in Japan eine Original Video Animation zur Serie mit 24 Minuten Laufzeit. Am 2. April 2019 startete bei TV Tokyo eine weitere Serie, die die Fortsetzung Dia no Ace: Act 2 adaptiert. Sie wurde vom gleichen Team produziert wie die vorherigen Animes.
Auf Deutsch wird der Anime auf der Plattform Crunchyroll unter dem englischen Namen Ace of Diamond mit deutschen Untertitel gezeigt, ursprünglich als Simulcast. Die Plattform stellt auch Untertitel in weiteren Sprachen zur Verfügung. Mit dem Start von Act 2 in Japan wird die Serie parallel auch über Crunchyroll veröffentlicht.

### Synchronisation
| Rolle             | japanischer Sprecher (Seiyū) |
| ----------------- | ---------------------------- |
| Eijun Sawamura    | Ryōta Ōsaka                  |
| Satoru Furuya     | Nobunaga Shimazaki           |
| Kazuya Miyuki     | Takahiro Sakurai             |
| Haruichi Kominato | Natsuki Hanae                |
| Nao Matsubara     | Kenichi Suzumura             |
| Hisashi Watanabe  | Akira Ishida                 |
| Takuma Seto       | Daiki Yamashita              |
| Nao Matsubara     | Kenichi Suzumura             |
| Taiyō Mukaim      | Sōma Saitō                   |

### Musik
Die Musik der Serie stammt von Frying Pan. Die Vorspanne unterlegte man mit den Titeln:
- Go Exceed!! (Folgen 1–25, 76) von Tom-H@ck featuring Masayoshi Ōishi
- Perfect Hero (Folgen 26–51, 77) von Tom-H@ck featuring Masayoshi Ōishi
- Hashire! Mirai (疾走れ！ミライ; Folgen 52–75, 78) von Glay
- Heroes (Folgen 79–101) von Glay
- Sora ga Aozora de Aru Tame ni (空が青空であるために; Folgen 102–126) von Glay

Für die Abspanne wurden folgende Lieder verwendet:
- Seek Diamonds (Folgen 1–13) von Yōko Hikasa
- Glory! (グローリー!; Folgen 14–25, 76) von Suzuko Mimori
- Mirai e Tsunage (未来へつなげ; Folgen 26–37) von DŌP
- Cloud Nine (Folgen 38–51, 77) von Seidō High School Baseball Team
- Promised Field (Folgen 52–63) von Ryota Ōsaka, Nobunaga Shimazaki und Natsuki Hanae
- Final Victory (Folgen 64–75, 78) von Seidō High School Baseball Team
- Kimero!! (Folgen 79–88) von OxT
- Blue Winding Road (Folgen 89–101) von Seidō High School Baseball Team
- Bloom of Youth (Folgen 102–114) von OxT
- Brand New Blue (Folgen 115–126) von Ryota Ōsaka with Masayoshi Ōishi